# Тристанский пастушок
Триста́нский пастушо́к (лат. Laterallus rogersi) — маленькая птица из семейства пастушковых, эндемик острова Инаксессибл (Inaccessible Island). Самая маленькая из существующих нелетающая птица в мире. Оперение коричневого цвета, ноги и клюв чёрные, взрослые особи имеют красные глаза. Обитает по всей территории острова Инаксессибл, от пляжей до центрального плато. Питаются мелкими беспозвоночными и некоторыми растениями. Птицы моногамны, оба родителя участвуют в насиживании яиц и выращивании птенцов.
Остров Инаксессибл остался свободным от интродуцированных хищников, что позволило виду развиваться, тем не менее, тристанским пастушкам может угрожать случайная интродукция. Из-за единственной небольшой популяции вид считается уязвимым Международным союзом охраны природы (МСОП).
Впервые вид был описан врачом Перси Лоу в 1923 году, но в поле зрения учёных впервые попал только спустя 50 лет.

## Открытие
Скорее всего, тристанский пастушок был известен коренным жителям острова Тристан-да-Кунья, которые посещали остров для ежегодной охоты на тюленей. Впервые вид привлёк внимание учёных во время экспедиции Челленджера 1872—1876 годов. Когда экспедиция достигла острова в октябре 1873 года, биолог Чарльз Уайвилл Томсон записал наблюдения, сделанные братьями Столтенхоффами, которые проживали на острове в течение двух лет, но Томсон не смог собрать образец.
Вторая попытка сбора образца была предпринята графом Кроуфордом на его яхте «Вальгалла» в 1905 году. Последняя попытка была предпринята во время экспедиции Шеклтона-Роуэтта, которая зашла на остров на обратном пути в Великобританию в апреле 1922 года. Обе эти попытки не увенчались успехом, но собирать материал остался тогдашний капеллан на Тристан-да-Кунья, Х. М. К. Роджерс. В следующем году две шкуры прибыли в Музей естествознания в Лондоне, а вскоре после этого были получены ещё одна шкура и особь. Затем врач Перси Лоу смог использовать полученные образцы для описания вида, что он и сделал на собрании Британского клуба орнитологов в 1923 году.

## Описание

### Внешний вид
Тристанский пастушок — самая маленькая нелетающая птица в мире, размером от 13 см до 15,5 см. Самцы крупнее и тяжелее самок, их масса достигает 35–49 г, в среднем 40,5 г. Масса самок варьирует от 34 до 42 г, в среднем 37 г. Клюв немного короче головы. Перья напоминают шерсть. Маховые перья выродились, так как крючочки на них не сцепляются друг с другом, что делает маховые перья бесполезными. Крылья редуцированы и слабы, намного меньше чем у летающих представителей рода такого же размера. Хвост короткий, 3,5 см в длину, а верхние и нижние кроющие перья хвоста почти такие же длинные, как рулевые перья.
Окраска тёмно-каштановая на спине и тёмно-серый на голове и брюхе, иногда на перьях крыльев видны белые полоски, у взрослых особей красные глаза. Окраска самки немного бледнее самца.

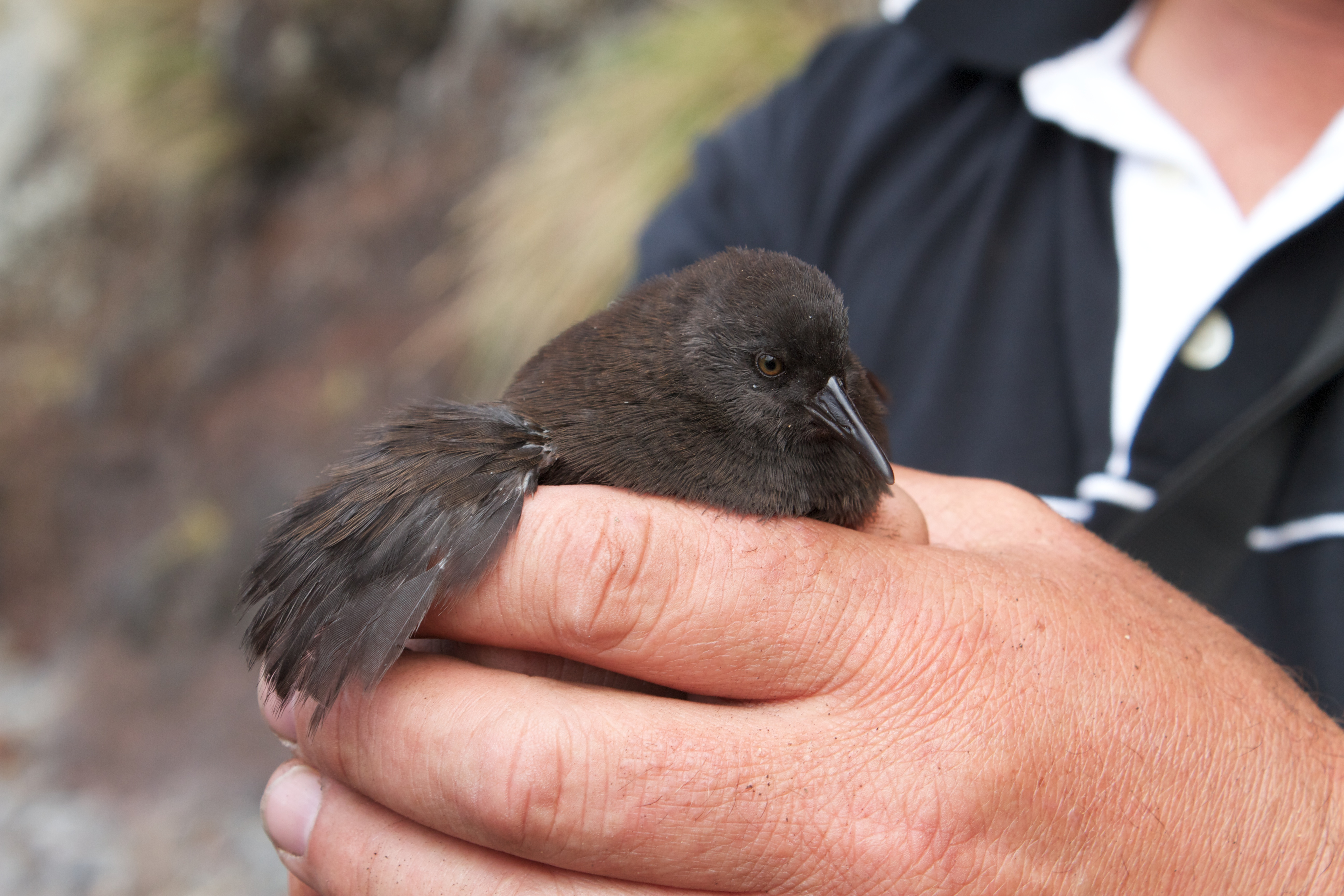
Маленькие редуцированные крылья тристанского пастушка

### Голос
Очень крикливая птица, это связано с густой растительностью, в которой проживает вид. При встрече с партнёром или при противостоянии, издают длинную трель. Соперники также издают длинный щебет «кекекекекеке», который может заканчиваться на «кекекечирррр». После стычки, победитель может издать крик «виичап — виичап». Во время охоты за добычей, может издавать монотонное «цик цик цок цик», а когда хищник находится рядом, пастушок издаёт сигнал тревоги — короткий и точный «цип». Они также издают различные трели во время инкубации, особенно когда родители меняются местами во время высиживания яиц. Перед сменой мест, насиживающая птица может издать «цип-цип-цип». Они замолкают, когда тристанский дрозд приближается к гнезду.

## Распространение
Тристанский пастушок является эндемиком необитаемого острова Инаксессибл в островной группе Тристан-да-Кунья в середине Атлантического океана. Остров имеет площадь 14 км2, с умеренным влажным океаническим климатом с большим количеством осадков, ограниченным солнечным светом и постоянными западными ветрами. Пастушок встречается повсеместно на острове и на всех высотах. Самая большая плотность заселения наблюдается недалеко от берега, в полях — 15 особей на гектар. Пастушка также можно найти в горной пустоши и в островном лесу на центральном плато, в этой среде обитания, популяция оценивается в две птицы на гектар. Питаются среди камней на пляже, также пастушки часто используют полости между валунами, чтоб скрытно передвигаться и прятаться.

## Поведение
Тристанские пастушки — территориальные птицы. Территории птичьих пар в самых густонаселённых местах простираются на 100—400 м2. Небольшие размеры территорий делают стычки между семьями и отдельными особями постоянным явлением. При встрече, конфликты начинаются с громких трелей или щебетания, затем птицы приближаются друг к другу и ритуально демонстрируют себя с опущенными головами и клювами, направленными к земле. Они могут кружить и продолжать демонстрацию до тех пор, пока одна птица медленно не отступит или завяжется борьба и соперник не будет отогнан.

### Питание
Вид обладает медленным, для птицы такого веса, метаболизмом. Метод кормления пастушка сравним с мышью — птица занимает такую же экологическую нишу. Они питаются целым рядом беспозвоночных, включая дождевых червей, амфиподов, изопод, клещей и ряд насекомых, таких как жуки, мухи, мотыльки и гусеницы. Кроме охоты на животных, они питаются водяникой и нертерой, а также семенами щавеля. В отличие от тристанского дрозда, они не питаются падалью или мёртвой рыбой.

### Размножение

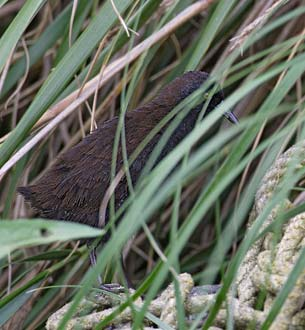
Тристанский пастушок в кордграссе

Брачный сезон у тристанских пастушков наступает в период с октября по январь. Они моногамны, создают постоянные парные связи. Гнезда располагают у оснований папоротников или в пучках кордграсса или осоки. Гнезда куполообразные, овальной или грушевидной формы. Обычно гнездо строится из того же материала, в котором оно располагается, материалом для подложки служат листья яблони или ивы.
Размер кладки составляет два яйца, что достаточно мало для пастушков. Яйца серовато-молочно-белые, усеянные коричнево-рыжими и лавандово-лиловыми пятнами, которые сосредоточены вокруг вершины яйца. Яйца крупные по сравнению  с другими пастушками и напоминают яйца коростеля.
Продолжительность инкубационного периода неизвестна, оба пола насиживают кладку, но, по наблюдениям, самец проводит больше времени за насиживанием. Оба пола приносят пищу насиживающему партнеру, которая потребляется либо в гнезде, либо рядом с ним. Смене родителя предшествуют крики «цип-цип-цип», которые становятся тем громче и чаще, чем дольше требуется партнеру, чтобы ответить.
Первому цыпленку требуется 45 часов на вылупление, последующие яйца вылупляются с интервалом от 23 до 32 часов. Только что вылупившиеся птенцы покрыты пушистым черным оперением, ноги, ступни и клюв черные, а рот серебристый.

## Экология
В своей статье 1927 года Лоу предположил, что в отсутствие хищников-млекопитающих на острове, коричневый поморник был бы единственным хищником на тристанского пастушка. Исследование рациона коричневых поморников на острове Инаксессибл подтвердило это, но обнаружило, что, хотя поморники действительно едят взрослых особей этого вида, пастушки составляют лишь небольшую часть рациона этой морской птицы, особенно по сравнению с их численностью на острове. Они отметили, что наземные птицы подавали сигнал тревоги, когда замечали коричневых поморников. Услышав, как пастушок подает сигнал тревоги, взрослые особи этого вида становятся настороженными, в то время как птенцы замолкают. Основной причиной смертности птенцов стали тристанские дрозды.
На тристанских пастушках были обнаружены два вида птичьих вшей: Pscudomenopon scopulacorne и Rallicola (Parricola) zumpti. R. zumpti не был найден ни на одном другом виде птиц с острова Инаксессибл.

## Охрана
Тристанский пастушок имеет крошечный ареал распространения. Несмотря на то, что этот вид по-прежнему распространен в пределах своего ареала, насчитывающего около 5 600 взрослых птиц в мире, он считается уязвимым, если инвазионный вид достигнет Недоступного острова. Домовые мыши, дикие кошки и коричневые крысы, которые представляли бы серьезную угрозу для этого вида, не присутствуют и никогда не присутствовали на острове, но присутствуют на близлежащем Тристан-да-Кунья и могут добраться до острова на рыболовных судах или других лодках, посещающих остров. Из-за вероятности появления инвазионных хищников этот вид оценивается как уязвимый в Красном списке МСОП. Предполагается, что пожары, которые были зарегистрированы в 1872 и 1909 годах, убили большое количество особей, но с тех пор пожаров больше не наблюдалось. В 1950-х годах пастушки пользовались большим спросом для научных коллекций, но разрешения на это выдавались редко.

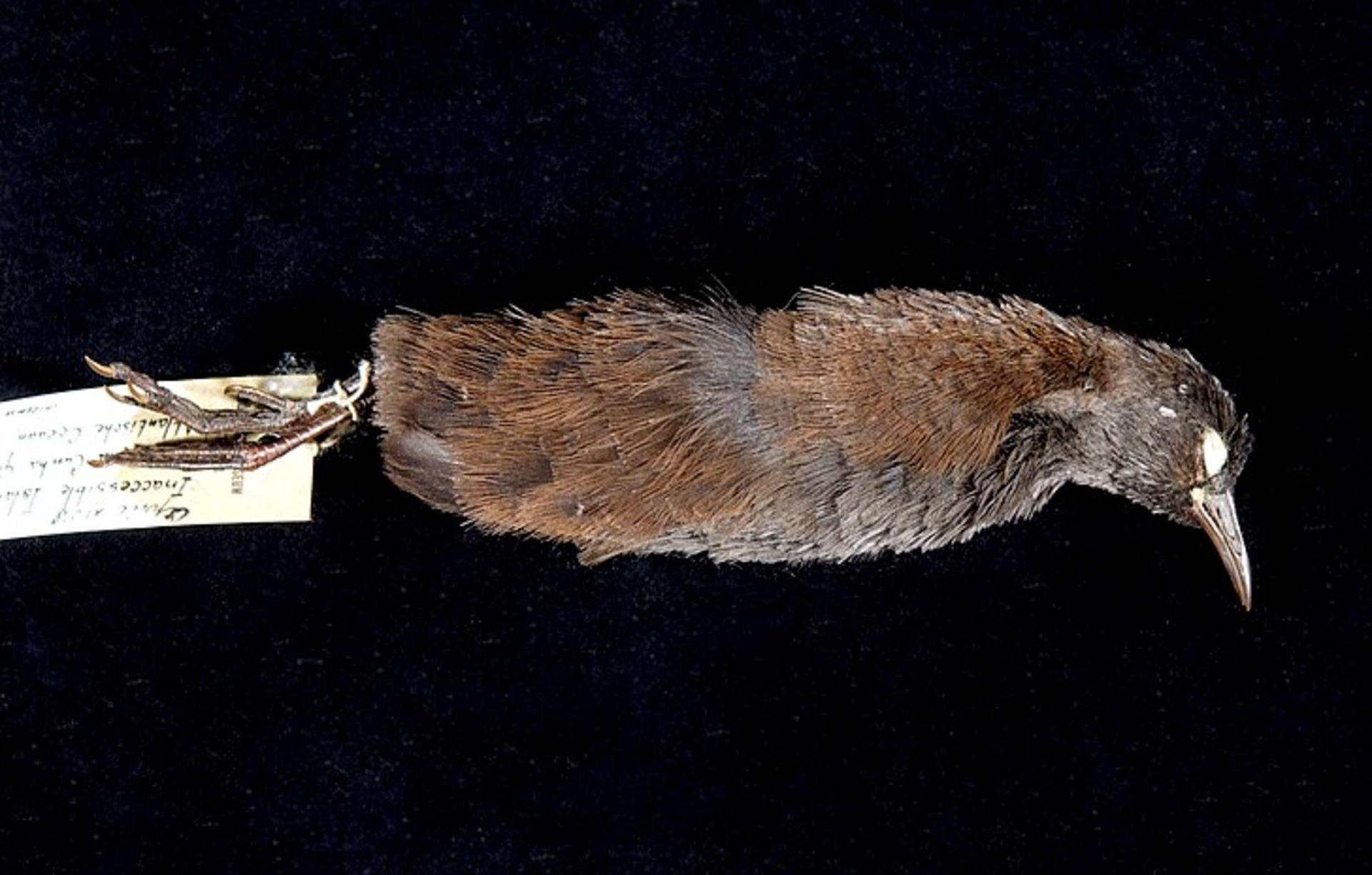
Образец тристанского пастушка

Для защиты этого вида было предпринято или предложено несколько мер по сохранению. Остров Инаксессибл когда-то был предложен в качестве места для сельского хозяйства для жителей островов Тристан, что сократило бы среду обитания и создало бы риск интродукции инвазионных видов. Однако остров был объявлен природным заповедником Советом острова Тристан-да-Кунья в 1994 году. Доступ на остров в настоящее время ограничен, хотя жителям островов Тристан по-прежнему разрешено посещать остров для сбора дров и гуано. Интродуцированный новозеландский лен был удален с острова. Другие предложения по обеспечению будущего этого вида включают в себя повышение уровня образования в области биобезопасности для местного сообщества и потенциальное создание популяции в неволе. Было также предложено создать резервные популяции на других безопасных островах, например на острове Найтингейл, на случай, если хищники достигнут острова Инаксессибл, но это может оказать негативное воздействие на эндемичную фауну беспозвоночных этих островов.